# محوطه کله‌کوب
محوطه کله‌کوب مربوط به عصر مس است و در شهرستان سرایان، بخش مرکزی، شهر آیسک، زمینهای مزروعی متعلق به صدیقه خدیوی واقع شده و این اثر در تاریخ ۷ خرداد ۱۳۸۷ با شمارهٔ ثبت ۲۳۰۰۵ به‌عنوان یکی از آثار ملی ایران به ثبت رسیده است.-